# Mariano De Fino
Mariano De Fino Silveiro (né le 11 mai 1983 à Salto) est un coureur cycliste uruguayen. 

## Biographie
En 2002, Mariano De Fino se révèle en remportant la Vuelta Ciclista de la Juventud, course par étapes réputée pour les jeunes cyclistes uruguayens. Il court ensuite en Italie sous une licence italienne, et termine troisième du championnat national du contre-la-montre espoirs. Il passe professionnel en 2005 dans l'équipe Domina Vacanze, après y avoir été stagiaire. 
Non conservé par la formation italienne, il redescend chez les amateurs en 2006 dans l'équipe Diputación de León. Dès l'année suivante, il retourne courir dans son pays natal au sein d'équipes locales, en reprenant une licence uruguayenne. En 2009, il court temporairement en Espagne sous les couleurs du club Diputación de León. Il se classe notamment troisième du Trofeo San Antonio, disputé à Renedo de Piélagos (es).
En 2010, il prend la deuxième place du championnat d'Uruguay du contre-la-montre, derrière Jorge Soto. Quatre ans plus tard, il s'impose sur le Tour d'Uruguay, sa plus grande victoire.

## Palmarès
- 2002
  - Vuelta Ciclista de la Juventud
- 2004
  - 3e du championnat d'Italie du contre-la-montre espoirs
- 2009
  - 3e du Trofeo Santiago en Cos
  - 3e du Trofeo San Antonio
- 2010
  - 2e du championnat d'Uruguay du contre-la-montre
- 2014
  - Classement général du Tour d'Uruguay
- 2024
  - 12e étape du Tour d'Uruguay

## Classements mondiaux
| Année            | 2006 | 2007 | 2008 | 2009 | 2010 | 2011 | 2012 |
| ---------------- | ---- | ---- | ---- | ---- | ---- | ---- | ---- |
| UCI America Tour |      |      |      | 281e | 219e | 227e | 228e |
| UCI Europe Tour  | 968e |      |      |      |      |      |      |